# Conters im Prättigau
Conters im Prättigau (romanche : ) est une commune suisse du canton des Grisons, située dans la région de Prättigau/Davos qui domine la vallée du Prättigau.